# Carlos Peppe
Carlos Eduardo Peppe Britos (Montevideo, 28 gennaio 1983) è un calciatore uruguaiano naturalizzato andorrano, centrocampista del City Escaldes.